# Elecciones provinciales de La Rioja (Argentina) de 1962
Las elecciones generales de la provincia de La Rioja de 1962 tuvieron lugar el domingo 18 de marzo del mencionado año, al mismo tiempo que las elecciones legislativas a nivel nacional. Fueron las decimoquintas elecciones provinciales riojanas desde la instauración del sufragio secreto, y se realizaron en el marco de la proscripción del peronismo de la vida política argentina. Sin embargo, también tuvieron lugar durante la presidencia de Arturo Frondizi, que retiró parcialmente la proscripción para estos comicios, permitiendo al peronismo presentarse bajo otros sellos partidarios.
En ese contexto, triunfó Enrique Chumbita, de la oficialista Unión Cívica Radical Intransigente (UCRI), por holgado margen. Sin embargo, no llegó a asumir el cargo, ya que diez días después de las elecciones, y ante los triunfos del peronismo en otras provincias, se produjo un golpe de Estado militar que anuló los comicios. En la década de 1980, durante la gobernación de Carlos Menem, se le reconoció a Chumbita el cargo de "gobernador electo", y continuaría cobrando una pensión por la gobernación que jamás ejerció hasta marzo de 2003.